# 1994 في سويسرا
فيما يلي قوائم الأحداث التي وقعت خلال عام 1994 في سويسرا.

## أحداث
- 1994: حدث مذبحة أخوية معبد الشمس (قتل جماعي، إنتحر 15 عضو بالسم، وقتل 30 عضو بالرصاص و8 آخرين بطرق أخرى. كما وجدت الشرطة الجثث في مخابيء تحت المعابد بما يبدو طقوس فرسانية).

### تعيين في المنصب
- 19 سبتمبر – صموئيل شميد عضو المجلس الوطني السويسري.

## برامج ومسلسلات وأنمي
- بينغو

## كتب
من الكتب التي صدرت هذه السنة في سويسرا:
- 1 يناير – خطط التصميم من تأليف إريك جاما، Richard Helm [الإنجليزية]‏.

## مواليد

### يناير
- 10 يناير – يوناس أوملين لاعب كرة قدم سويسري.
- 22 يناير – مارتن أنقا لاعب كرة قدم سويسري.

### مارس
- 14 مارس – ليوناردو بيرتوني لاعب كرة قدم سويسري.
- 27 مارس – إسماعيل التاجوري لاعب كرة قدم ليبي يحترف في الدوري النمساوي.

### أبريل
- 6 أبريل – ماركو كولاندريا متسابق دراجات نارية سويسري.

### مايو
- 18 مايو – كلينت كابيلا لاعب كرة سلة سويسري.

### يونيو
- 6 يونيو – إيفون مفوغو لاعب كرة قدم سويسري.

### يوليو
- 19 يوليو – مايكل فراي لاعب كرة قدم سويسري.

## وفيات

### يناير
- 27 يناير – ماكس هولزمان (مواليد 1899)

### سبتمبر
- 23 سبتمبر – سيفيرينو مينيلي (مواليد 1909) لاعب كرة قدم سويسري.

### نوفمبر
- 4 نوفمبر – مانفريد بليولر (مواليد 1903)
- 7 نوفمبر – ريناتو بيتزوزيرو (مواليد 1912) لاعب كرة قدم سويسري.

### ديسمبر
- 9 ديسمبر – ماكس بيل (مواليد 1908)